# گارنیئریت
گارنیئریت  (به انگلیسی: Garnierite) با فرمول شیمیایی (NiMg)6 [(OH)8 - Si4 O10] از مجموعه کانی هاست و از نام مهندس فرانسوی J.Garnier گرفته شده‌است. درHCl گرم محلول است. NiO:۳۴٫۰۹٪  MgO:۱۸٫۳۹٪  SiO۲:۳۶٫۵۶٪  H2O:۱۰٫۹۶٪  برای اولین بار در لهستان کشف شد و از نظر شکل بلور: میکروسکوپی - اگرگاتهای رشته ای، رنگ: سبز آبی- سبز، شفافیت: غیر شفاف، جلا: مات، رخ: ندارد، سیستم تبلور: مونوکلینیک و در رده‌بندی سیلیکات است  و منشأ تشکیل آن ثانوی است.
همایند کانی‌شناسی (پارانژ) آن - منیزیت- لیمونیت- اپال- کریزوپراس است
کاربرد آن: کانسار نیکل، از نظر ژیزمان آگرگاتهای کریپتوکریستالین - بی شکل (آمرف) - خاکی - اندود تقریباْ کمیاب است و بیشتر در کالدونی جدید، کوبا، برزیل، روسیه و آلمان یافت می‌شود.

## منبع
- پردیس کشاورزی ایران